# Code noir

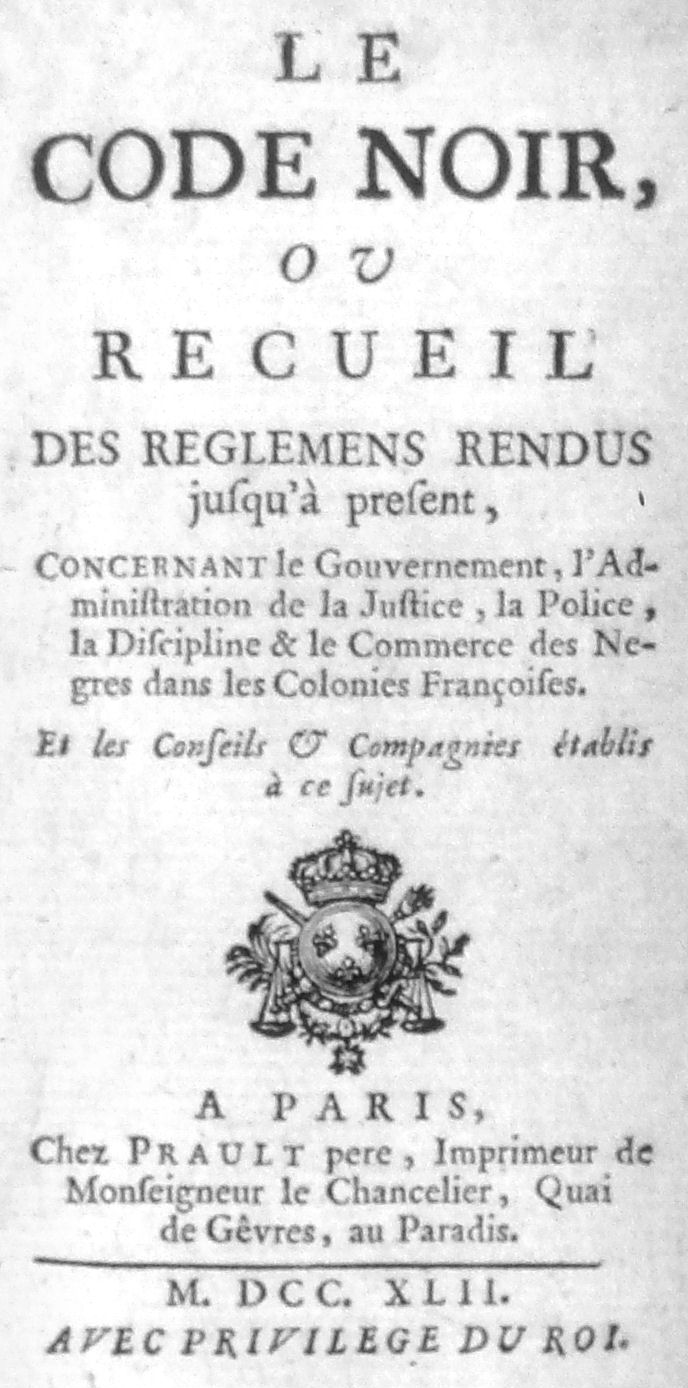
Um frontispício do Code Noir, da edição de 1742.

O Code noir  foi um decreto aprovado pelo rei francês Luís XIV em 1685 definindo as condições da escravidão no império colonial francês. O decreto restringia as atividades de pessoas de cor livres -  pessoas de ascendência africana, europeia e nativa americana que não eram escravizadas -, determinava a conversão de todas as pessoas escravizadas em todo o império ao catolicismo romano, definia as punições aplicadas aos escravos e ordenava a expulsão de todos os judeus das colônias da França.
Os efeitos do código sobre a população escravizada do império colonial francês foram complexos e multifacetados. Proibiu as piores punições que os proprietários poderiam infligir a seus escravos e levou a um aumento da população livre. Apesar disso, as pessoas escravizadas ainda eram submetidas a um tratamento severo nas mãos de seus proprietários, e a expulsão dos judeus era uma extensão das tendências antissemitas na França.
Pessoas de cor livres ainda estavam sob restrições através do Code noir, mas eram livres para seguir suas próprias carreiras. Em comparação com outras colônias europeias nas Américas, uma pessoa de cor livre no império colonial francês tinha alta probabilidade de ser alfabetizada e tinha grandes chances de possuir negócios, propriedades e até mesmo seus próprios escravos. O código foi descrito pelo historiador da França moderna Tyler Stovall como "um dos mais extensos documentos oficiais sobre raça, escravidão e liberdade já elaborados na Europa".